# Руссо, Бланш
Бланш Руссо (фр. Blanche Rousseau; 22 января 1875, Иксель — 8 апреля 1949, Уккел) — бельгийская писательница и поэтесса. Наиболее известны её сказки и повести для детей и юношества. Совместно с Мари Клоссе и Мари Гаспар основала литературное общество «Les Peacocks».

## Биография и творчество
Бланш Руссо родилась в 1875 году в Икселе (Брюссель). Её отец, Жан-Батист Руссо, был писателем и художественным критиком. С юных лет Бланш имела возможность посещать литературные салоны своего дяди Эрнеста Руссо, преподавателя математики в Брюссельском свободном университете, и его жены Мариэтты Аннон, известного миколога и сестры поэта Тео Аннона. Там она познакомилась с художником Джеймсом Энсором и географом Элизе Реклю.
В 1894 году Бланш закончила Образовательные курсы для юных девиц (Cours d'Éducation pour jeunes filles) Изабель Гатти де Гамон, подготовившие её к профессии учителя. В 1907 году она была приглашена в школу Гатти де Гамон преподавать французскую литературу, одновременно со своей близкой подругой Мари Клоссе, закончившей те же курсы. Однако пять лет спустя обе подруги, которым были чужды дух и методы официальной педагогики, уволились из школы, где их новаторский подход к преподаванию не встретил сочувствия. В 1913 году они, совместно с третьей подругой по курсам Мари Гаспар (Marie Gaspard), основали Институт французской культуры (Institut de culture française): учебное заведение нового типа, соответствовавшее их взглядам на теорию и практику преподавания. В Институте обучались дети от восьми до двенадцати лет и девушки от тринадцати до двадцати; проводились также вечерние курсы для учительниц начальной и средней школы.
На протяжении всей своей жизни Бланш Руссо совмещала преподавательскую деятельность с литературным творчеством. Свои первые сказки она написала в восемнадцатилетнем возрасте; в 1895 году начала печататься в бельгийском журнале Art Jeune. Это способствовало её знакомству с будущим мужем, Морисом Бельвалем, печатавшимся под псевдонимом Анри Мобель (Henri Maubel). В 1897 году был опубликован её первый сборник «Nany à la fenêtre», проникнутый ностальгией по детству.
Бланш Руссо писала в разных жанрах; её литературное наследие включает сказки, новеллы, романы, пьесы, стихотворения. В наибольшей степени она известна как автор книг для детей и юношества, черпающий вдохновение в воспоминаниях о собственном детстве. В 1902 году в Париже был издан её роман «L’ombre et le vent», отличающийся тонкостью и глубиной психологических наблюдений. В 1912 году вышла книга «Le rabaga», в которой семейная драма показана в восприятии маленькой девочки. По словам Франсиса де Миомандра, в этой книге Бланш Руссо показала себя способной «проникнуть столь же глубоко, как великие русские писатели, в сокровенные уголки сердца, где всё — смятение и тайна». Проза Руссо, описывающая «пейзажи души», внутреннюю жизнь человека, отличается лиризмом и поэтичностью; Камиль Моклер назвал её «музыкальной, окрылённой и наполненной ароматами». Помимо художественной прозы, Руссо — автор эссе о Джеймсе Энсоре («James Ensor: peintre et graveur», 1899) и автобиографической книги «Mon beau printemps», опубликованной посмертно в 1950 году. В этой книге она рассказывает о своей молодости, о дружбе с Мари Клоссе и Мари Гаспар, их общем преклонении перед Верленом, Диккенсом, Толстым и русской литературой в целом, а также о своём знакомстве с Анри Мобелем.
Бланш Руссо, Мари Клоссе (писавшая под псевдонимом Жан Доминик) и Мари Гаспар — «три дамы из Уккела», связанные многолетней дружбой, — основали литературное сообщество «Les Peacocks». Литературный критик Эдмон Жалу писал о них: «это общество существовало вне реальности, водя дружбу лишь с поэтами, предметами и зверьками». Первоначально общество было тайным; позднее к ним присоединились их «брат по духу» Франсис де Миомандр и другие писатели и художники. В числе прочих к обществу был близок художник Тео ван Рейссельберге. В 1901 году он написал картину «La Peacock March» («Прогулка общества Peacock»), на которой изображены Мари Клоссе (на первом плане), Бланш Руссо (рядом с ней) и, на заднем плане, Мари Гаспар и жена самого художника Мария ван Рейссельберге.
В 1917 году умер муж Бланш Руссо, Анри Мобель. Его смерть ещё тесней сблизила трёх женщин, которые приняли решение жить вместе. Оставшиеся годы жизни Бланш Руссо провела с подругами в их общей квартире при Институте французской культуры. 8 апреля 1949 года она скончалась во сне.